# Ноћ лукаваго
Ноћ лукаваго је позоришна представа коју је режирао Слободан Ћустић и адаптирао Угљеша Шајтинац.
Премијерно приказивање било је 9. децембра 1998. у омладинском позоришту ДАДОВ.

## Улоге
| Лица   | Глумци              |
| ------ | ------------------- |
| Мозак  | Наталија Џакић      |
| Маџар  | Ненад Јеремић       |
| Стока  | Срђан Пантелић      |
| Дебели | Немања М. Ковачевић |
|        | Ивица Рамовић       |
|        | Предраг Паунов      |
|        | Немања Андрејевић   |
|        | Ана Новак           |
|        | Милан Обрадовић     |
|        | Милош Влалукин      |
|        | Ана Андрејевић      |
|        | Хенрик Калмар       |
|        | Олга Паунов         |

## Галерија
- Фотографија са извођења представе
- Фотографија са извођења представе (Слободан Ћустић)
- Фотографија са извођења представе
- Фотографија са извођења представе